# 昭栄美術
株式会社昭栄美術（しょうえいびじゅつ、英: SHOEI Co.,Ltd ）は、東京都中央区に本社を置く、展示会・イベント等に関する企画、設計、製作、施工および運営などを行う企業
。

## 概要
1974年（昭和54年）に創業者 小林利昭と宮大工の2人で木工制作会社として創業。現在は展示会・イベント等に関する企画、設計、製作、施工および運営の展示ディスプレイを行う。
2002年（平成14年）にISO9001を認証取得し、2019年（平成31年）1月には千葉県市川市に広さ8,300坪の『SHOEIベイスタジオ』を開設する。

## 沿革
1979年
- 5月 有限会社昭栄美術 設立[1]。

2002年
- 6月 建設業登録 千葉県知事許可（内装仕上工事業）[1]。
- 7月 ISO9001 認証取得（全部門）[1]。

2004年
- 10月 倉庫新設 レンタル品センター[1]。

2005年
- 3月 事務所開設　東京オフィス[1]。

2006年
- 11月 ISO27001 認証取得（営業部門）[1]。

2007年
- 5月 大阪工場開設（岸和田市）[1]。

2008年
- 9月 SPSセンター、サインセンター移転統合（浦安市 港）[1]。

2009年
- 5月 事務所開設　大阪オフィス（大阪市中央区）[1]。

2010年
平成21年度『千葉のちから中小企業表彰』受賞。
2011年
- 5月 昭栄（上海）展覧服務有限公司 稼働[1]。

2013年
- 8月 本社機能を東京都中央区に統合[1]。

2014年
- 8月 大阪工場移転（大阪市住之江区）[1]。
- 12月 大阪オフィス移転（大阪市中央区備後町）[1]。

2015年
- 12月 本社移転（東京都中央区明石町）[1]。
- 12月 千葉第1センター開設（佐倉市）[1]。

2016年
- 社会人サッカークラブ ブリオベッカ浦安 ユニフォームスポンサー契約を締結[6][7]。

2019年
- 1月 SHOEIベイスタジオ開設、移転[1][8][9]。
- 代表取締役社長に小林大輝 就任、小林利昭は代表取締役会長に[10][11][12]。

2020年
- 4月 ISO20121認証取得（本社、ベイスタジオ、千葉第1センター）[1][13][14]。

2022年
- 1月 『ちばSDGsパートナー』 登録[15][16][17]。

2023年
- 5月 SHOEIベイスタジオ拡張[1]。
- 7月 SHOEIベイスタジオ内に無人販売店開店[18]。
- 11月 廃材の再利用を目的とした大型3Dプリンター導入[19][20]。

## 事業所
- 東京本社（東京都中央区）[1]
- SHOEIベイスタジオ（千葉県市川市）[1]
- 千葉第1センター　（千葉県佐倉市）[1]
- 千葉第2センター/ 千葉第3センター　（千葉県八街市）[1]
- 大阪センター（大阪府大阪市）[1]
- 昭栄（上海）展覧服務有限公司（上海市）[1]
- 昭栄（上海）展覧服務有限公司北京分公司（北京市）[1]